# Ange-Yoan Bonny
Ange-Yoan Bonny (født 25. oktober 2003) er en fransk professionel fodboldspiller, der spiller som angriber for Serie A klubben Inter Milan.

## Klubkarriere

### Châteauroux
Bonny fik sin professionelle debut for Châteauroux mod AS Nancy i Ligue 2, den 31. oktober 2020.

### Parma
Den 31. august 2021, skiftede han til Serie B klubben Parma. I sin første sæson i Serie A blev han Parmas topscorer med i alt seks mål.

### Inter Milan
Den 5. juli 2025, skiftede han til Serie A klubben Inter Milan.

## International karriere
Bonny er født i Frankrig med ivoriansk afstamning. Han er ungdomslandsholdsspiller for Frankrig.

## Titler
Parma
- Serie B: 1 (2023–24)